# Christine Laurent
Christine Laurent (Paris, 29 de Março de 1944) é uma encenadora, roteirista e cineasta francesa.
Atua também como diretora de teatro (encenadora), tendo colaborado com o Teatro da Cornucópia desde 1994,.
Como roteirista, foi colaboradora de Jacques Rivette em nove filmes, de La Bande des Quatre (1989) até 36 Vues du Pic Saint-Loup (2009).

## Formação profissional[5]
- Desenho e pintura a Academia Julian.
- Cenografia, figurinos e gestão teatral a École nationale supérieure des arts et techniques du théâtre.

## Audiovisual[5][6]

### Televisão

#### Atriz
- 1990 : Taggers, episódio da série Le Lyonnais de Cyril Collard : Claudine Bertrand

### Cinema

#### Atriz
- 1972 : Les Camisards, de René Allio : Marguerite Combes
- 1983 : En haut des marches, de Paul Vecchiali : Christine
- 1984 : Le Matelot 512, de René Allio : Paillette

#### Diretora e roteirista
Como diretora e roteirista
- 1977 : A. Constant, com Agnès Laurent, Agnès de Brunhoff
- 1985 : Vertiges, com Magali Noël, Krystyna Janda
- 1988 : Eden Miseria, com Sotigui Kouyaté, Philippe Clévenot
- 1996 : Transatlantique, com Laurence Côte, Luís Miguel Cintra
- 2006 : Call Me Agostino, com Hélène Fillières, Jeanne Balibar, Jean-Pierre Cassel
- 2012 : Demain ?[7], com Laure de Clermont-Tonnerre, Marc Ruchmann, Teresa Madruga, Adriano Luz

Como roteirista
- 1989 : La Bande des quatre, de  Jacques Rivette[8]
- 1991 : La Belle Noiseuse, de  Jacques Rivette[8]
- 1992 : Divertimento, de Jacques Rivette[8]
- 1994 : Jeanne la Pucelle, de Jacques Rivette[8]
- 1995 : Haut bas fragile, de Jacques Rivette[8]
- 2001 : Va savoir, de Jacques Rivette[8]
- 2003 : Histoire de Marie et Julien, de Jacques Rivette[8]
- 2007 : Ne touchez pas la hache, de Jacques Rivette[8]
- 2009 : 36 vues du pic Saint-Loup, de Jacques Rivette[8]

#### Decorador e costureiro
Como chefe decorador e chefe costureiro
- 1972 : Les Camisards, de René Allio
- 1973 : Rude journée pour la reine, de René Allio
- 1980 : Retour à Marseille, de René Allio

Como chefe costureiro
- 1976 : Moi, Pierre Rivière, ayant égorgé ma mère, ma sœur et mon frère..., de René Allio
- 1981 : Aimée de Joël Farges
- 1985 : Vertiges, de Christine Laurent
- 1994 : Jeanne la Pucelle, de Jacques Rivette

## Espectáculo vivo

### Início da carreira
Administrador no Théâtre de l’Ambigü a Paris.
Trajes de teatro e ópera para :
- Jean-Pierre Vincent,
- Jean Jourdheuil,
- Antoine Vitez,
- René Allio,
- Peter Zadek,
- Pierre Strosser,
- Colin Graham,
- Roland Petit,
- Hans Neugueubauer,
- Olivier Perrier,
- Paul Vecchiali…
- no Comédie Française,
- no Schauspielhaus Bochum,
- no Théâtre National de Strasbourg,
- no Opéra de Nantes,
- no Opéra de Lyon,
- no Festival d’Avignon,
- no English National Opera,
- no Oper Köln,
- no Palais de Chaillot,
- no Théâtre de la ville a Paris,
- no Teatro dos Campos Elísios.

Professor de roteiro e encenação na Escuela Internacional de Cine y Television de Cuba.

### Teatro
Director
- 1994 : Dialogos sobre a pintura na cidade de Roma, Francisco de Holanda, Teatro Da Cornucópia, Lisboa
- 1996 : Barba azul, Jean-Claude Biette, Teatro Da Cornucópia, Lisboa
- 1999 : O Lirio, Ferenc Molnár, Teatro Da Cornucópia, Lisboa
- 2001 : Don Joao e Fausto, Christian Dietrich Grabbe, Teatro Da Cornucópia, Lisboa
- 2006 : O Jardim das Cerejeiras, Anton Tchekhov, Teatro Da Cornucópia, Lisboa
- 2008 : Os gigantes da montanha, Luigi Pirandello, Teatro Da Cornucópia, Lisboa
- 2009 : Menina Elsa, Arthur Schnitzler, Teatro Da Cornucópia, Lisboa

#### Cenógrafo e costureiro
Como cenógrafo
- 1989 : Le Philosophe amoureux de Georges Peltier, direção Agnès Laurent, Théâtre de l'Hôtel de Ville, Saint-Barthélemy-d'Anjou

Como cenógrafo e costureiro
- 1968 : Die Kleinbürgerhochzeit de Bertolt Brecht, direção Jean-Pierre Vincent, Studio 70, Chalon-sur-Saône
- 1969 : Tambours et Trompettes de Bertolt Brecht, direção Jean-Pierre Vincent, Théâtre de la Ville, Paris
- 1970 : A Gaivota de Tchekhov, direção  Antoine Vitez, Théâtre du Midi, Carcassonne
- 1971 : Les Précieuses ridicules de Molière, direção Jean-Louis Thamin, Comédie-Française
- 1971 : Auguste Auguste, Auguste de Pavel Kohout, direção Gabriel Garran, Théâtre de la Commune, Aubervilliers
- 1972 : Im Dickicht der Städte de Bertolt Brecht, direção  André Engel, Jean Jourdheuil e Jean-Pierre Vincent, Festival d'Avignon - Théâtre de Chaillot, Avinhão
- 1972 : L'Étourdi ou les Contretemps de Molière, direção  Jean-Louis Thamin, Théâtre national de Strasbourg, Estrasburgo
- 1973 : Die Kleinbürgerhochzeit de Bertolt Brecht, direção  Jean-Pierre Vincent, Cyrano Théâtre - Théâtre de la Ville, Paris
- 1974 : L'Occasione fa il ladro, ópera de Gioachino Rossini e Luigi Prividali, direção  Jean-Louis Thamin, Théâtre municipal d'Angers, Angers
- 1986 : La Parisienne et veuve de Henry Becque, direção Paul Vecchiali, Comédie-Française, Paris
- 1987 : La Sentence des pourceaux de Olivier Perrier, direção Olivier Perrier e Hervé Pierre, Théâtre national de Strasbourg (Estrasburgo) - Festival d'Avignon (Avinhão) - Théâtre des Treize Vents (Montpellier)

Como chefe costureiro
- 1970 : La terre est ronde de Armand Salacrou, direção  Jacques Mignot, Théâtre Romain Rolland, Villejuif
- 1981 : Les Intermittences du cœur, balé de Roland Petit
- 1997 : L'Arlésienne, balé de Roland Petit